# Alexis Hanquinquant
Alexis Hanquinquant (* 28. Dezember 1985 in Yvetot) ist ein französischer Paratriathlet. Als Unterschenkelamputierter startet er in der Klasse PTS-4. Er gewann eine Vielzahl an Titeln bei Europameisterschaften, Weltmeisterschaften und bei den Paralympischen Spielen. Vor seiner Karriere als Parasportler war er bereits als Boxer auf nationalem Niveau erfolgreich.

## Leben
Ab dem Alter von acht Jahren spielte Hanquinquant Basketball. Außerdem trat er ab einem Alter von 20 Jahren im Boxen an, wo er 2010 französischer Meister in der Klasse bis 86 kg wurde.
Wenige Monate nach seinem Meistertitel im Boxen hatte Hanquinquant einen Arbeitsunfall, bei dem sein Unterschenkel von einer Baumaschine zertrümmert wurde. Trotz Operationen und langem Krankenhausaufenthalt konnte sein Bein nicht gerettet werden; der rechte Unterschenkel wurde unterhalb des Knies amputiert.
Alexis Hanquinquant begann 2015 mit dem Paratriathlon, aber zu spät, um sich für die Sommer-Paralympics 2016 in Rio de Janeiro zu qualifizieren. Ende 2016 gewann er seinen ersten Weltmeistertitel in Rotterdam. Seitdem wurde er nur bei wenigen World-Cup-Rennen geschlagen, so 2018 im italienischen Franciacorta, wo er den vierten Platz belegte. Er qualifizierte sich für die Sommer-Paralympics in Tokio, die wegen der COVID-19-Pandemie erst 2021 ausgetragen wurden. Bei seinem Debüt gewann er in 59 Minuten und 58 Sekunden erwartungsgemäß die Goldmedaille, nachdem er seit August 2019 kein Einzelrennen verloren hatte. Auch bis zu den nächsten Paralympischen Spielen verlor er kein einziges Einzelrennen.
Bei der Eröffnungsfeier der Olympischen Sommerspiele 2024 in Paris war er einer von drei paralympischen Fackelträgern – neben Nantenin Keïta und Marie-Amélie Le Fur.
Gemeinsam mit Keïta war er bei der Eröffnungsfeier der Sommer-Paralympics 2024 Träger der französischen Fahne. Als Repräsentanten des Gastgeberlandes bildeten sie das Ende des Einlaufs der Athleten. Er gewann sein Paratriathlon-Rennen fast zwei Minuten schneller als in Tokio. Für ihn war der Wettbewerb wegen der Durchführung im Heimatland mental anders als beim Rennen drei Jahre zuvor; für ihn sei es wesentlich emotionaler gewesen.
Bis zum Herbst 2024 gewann er auch 23 World-Cup-Rennen.
Hanquinquant ist verheiratet und hat mit seiner Ehefrau zwei Kinder.

## Erfolge bei Meisterschaften
| Legende                       |
| Paralympische Spiele (2)      |
| Weltmeisterschaften (8)       |
| Europameisterschaften (7)     |
| Nationale Meisterschaften (4) |

| Datum              | Platz | Austragungsort      | Zeit in h | Bemerkung                     |
| ------------------ | ----- | ------------------- | --------- | ----------------------------- |
| 8. Mai 2016        | 2     | Montlucon           | 00:58:42  |                               |
| 24. Juli 2016      | 1     | Rotterdam           | 01:09:11  | 1. Weltmeistertitel           |
| 16. Juni 2017      | 1     | Kitzbühel           | 01:05:13  | 1. Europameistertitel         |
| 3. September 2017  | 1     | Gravelines          | 01:03:51  | 1. französischer Meistertitel |
| 15. September 2017 | 1     | Rotterdam           | 01:04:15  | 2. Weltmeistertitel           |
| 19. Juli 2018      | 1     | Tartu               | 01:03:24  | 2. Europameistertitel         |
| 2. September 2018  | 1     | Gravelines          | 01:01:49  | 2. französischer Meistertitel |
| 15. September 2018 | 1     | Gold Coast          | 01:01:15  | 3. Weltmeistertitel           |
| 1. September 2019  | 1     | Lausanne            | 01:04:37  | 4. Weltmeistertitel           |
| 14. September 2019 | 1     | Valencia            | 01:02:02  | 3. Europameistertitel         |
| 28. August 2021    | 1     | Tokio               | 00:59:58  | 1. Paralympischer Titel       |
| 11. September 2021 | 1     | Saint-Jean-de-Monts | 00:57:22  | 3. französischer Meistertitel |
| 25. September 2021 | 1     | Valencia            | 00:59:50  | 4. Europameistertitel         |
| 5. November 2021   | 1     | Abu Dhabi           | 00:58:54  | 5. Weltmeistertitel           |
| 28. Mai 2022       | 1     | Olsztyn             | 00:47:24  | 5. Europameistertitel         |
| 11. September 2022 | 1     | Saint-Jean-de-Monts | 01:01:24  | 4. französischer Meistertitel |
| 24. November 2022  | 1     | Abu Dhabi           | 01:00:45  | 6. Weltmeistertitel           |
| 3. Juni 2023       | 1     | Madrid              | 00:56:54  | 6. Europameistertitel         |
| 23. September 2023 | 1     | Pontevedra          | 00:59:03  | 7. Weltmeistertitel           |
| 2. September 2024  | 1     | Paris               | 00:58:01  | 2. Paralympischer Titel       |
| 22. September 2024 | 1     | Vichy               | 00:55:45  | 7. Europameistertitel         |
| 18. Oktober 2024   | 1     | Torremolinos        | 00:59:56  | 8. Weltmeistertitel           |